# José Leonardo Montaña
José Leonardo Montaña, född 21 mars 1992, är en friidrottare från Colombia. Han deltog vid olympiska sommarspelen 2016 och olympiska sommarspelen 2020.